# Mario Trebbi
Mario Trebbi (9 de setembre de 1939 – 14 d'agost de 2018) va ser un futbolista i entrenador italià que jugava com a defensa.

## Carrera de club
Trebbi va jugar 10 temporades (157 partits, 1 gol) a la Serie A italiana amb l'AC Milan i l'AC Torino. Va jugar com a titular la final de la Copa d'Europa de 1963, que el Milan va guanyar contra el SL Benfica per 2 a 1 a l'estadi de Wembley a Londres, i que representà la primera victòria italiana en la competició.

## Carrera internacional
Trebbi va jugar 2 partits amb la selecció italiana de futbol i va representar Itàlia als Jocs Olímpics d'estiu de 1960.